# Verband der Automobilindustrie
Verband der Automobilindustrie – stowarzyszenie przemysłu motoryzacyjnego. Organizacja powstała w 1901 roku w Eisenach, obecnie z siedzibą w Berlinie (Behrenstrasse 35) zajmująca się standaryzacją, rozwojem i badaniami z branży motoryzacyjnej.